# CE oznaka
Oznaka CE (francuski Conformité Européenne - europske sukladnosti)
obvezna je oznaka na mnogim proizvodima unutar jedinstvenog tržišta u Europskom gospodarskom prostoru (EEA). Oznaka potvrđuje da proizvod ispunjava bitne zahtjeve za sigurnost potrošača, zdravlja ili zaštite okoliša, kao što je određeno po smjernicama, ili propisima EU.

## Vanjske poveznice
- Hrvatski izvoznici
- HOK